# Das andere Ufer der Zeit
Das andere Ufer der Zeit (Originaltitel Time and Again, als andere Übersetzung auch: Von Zeit zu Zeit) ist ein Science-Fiction-Roman des US-amerikanischen Autors Jack Finney aus dem Jahre 1970 zum Thema Zeitreise. Bemerkenswert an diesem Roman ist, dass darin Zeitreisen nicht mit Hilfe technischer Möglichkeiten, sondern durch mentale Kräfte von Zeitreisenden möglich sind. Der Roman wurde erstmals von Thomas Schlück ins Deutsche übersetzt und erschien 1981 im Heyne Verlag.

## Handlung

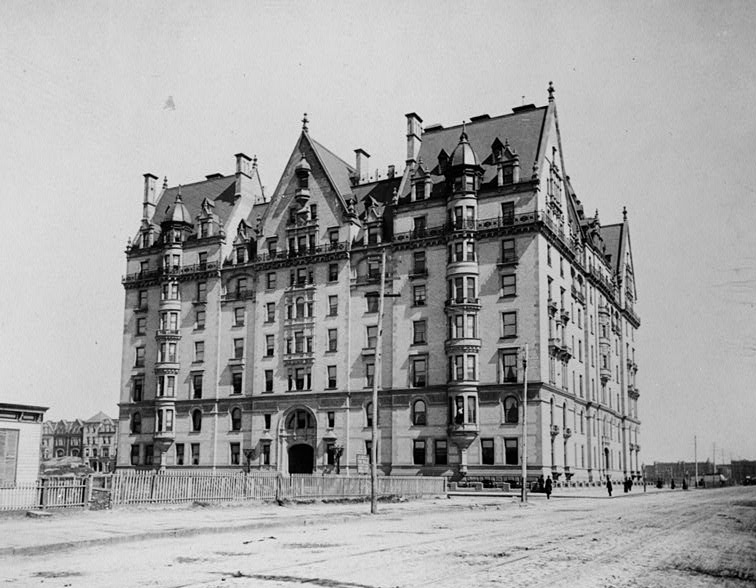
Das Dakota, Ausgangspunkt von Simons Zeitreise, auf einem historischen Foto aus den 1880ern

Im Herbst 1970 wird in New York der als Künstler weitgehend erfolglose Zeichner Simon „Si“ Morley von Ruben Prien, einem Major der US-Army, für ein geheimes Regierungsprojekt angeworben. Ohne zu wissen, worum es dabei geht – außer dass er vielleicht der einzig mögliche Kandidat aus einer Million Menschen sei – kündigt er bei einer Werbeagentur seinen Job und sucht die Adresse auf, die Prien ihm gab. Dort befindet sich ein großes Lagerhaus, in dem eine Umzugsfirma residiert, die dem geheimen Regierungsprojekt als Tarnung dient. Von Dr. Danziger, dem Leiter des Projekts, erfährt er, dass hier die Möglichkeit der Durchführung von Zeitreisen untersucht werden soll. Dabei werden so exakt wie möglich Zielort und Zielzeit simuliert, um die Kandidaten physisch, und insbesondere psychisch, an die entsprechende historische Umgebung anzupassen. Zur Vermeidung von Anachronismen wird dies sorgfältig von Historikern überwacht. Der in dem Roman beschriebenen fiktiven Theorie nach existieren Vergangenheit und Gegenwart parallel nebeneinander. Demnach soll es Zeitreise-Kandidaten durch eine Art Selbsthypnose möglich sein, in jede gewünschte Zeit überzuwechseln, wenn die nähere Umgebung damals und in einer gegebenen Gegenwart annähernd gleich ist.
Kate, Simons Freundin, besitzt von ihrem Großvater, Andrew Carmody, einem Berater Präsident Clevelands, einen am 23. Januar 1882 abgestempelten Brief mit der seltsamen Stelle Dass die Absendung dieses Briefes die Feuervernichtung der ganzen Welt … auslösen sollte … Mit diesem Brief in der Hand beging der Großvater Selbstmord. Simon besteht bei Danziger darauf, in diese Zeit zu reisen, um zu beobachten, wer diesen Brief abgeschickt hat. Im Apartmenthaus Dakota wird daraufhin eine Wohnung im Stil und mit der Technik des Jahres 1882 eingerichtet. Nach einigen Tagen der Anpassung gelingt es Simon, für eine kurze Zeit ins Jahr 1882 überzuwechseln.
Bei seiner zweiten längeren Reise beobachtet er einen Mann beim Einwurf des Briefes und findet die Adresse des Absenders heraus. Nach seiner Rückkehr ins Jahr 1970 wird sein Wissen über die Gegenwart mit dem Allgemeinen verglichen, um festzustellen, ob durch seine Zeitreise die Gegenwart verändert wurde. Da anscheinend nichts verändert worden ist, erhält Simon von Danziger die Erlaubnis den Mann weiter zu beobachten.
Auf der dritten Zeitreise sucht er die Adresse – eine kleine Pension – auf, mietet sich dort ein und lernt den Mann, Jake Pickering, persönlich kennen. Er fühlt sich zu Julia, der Nichte der Vermieterin, hingezogen, aber sie wird von Pickering als dessen Verlobte betrachtet. Am nächsten Tag belauscht er ein Gespräch zwischen Pickering und Kates Großvater, in welchem Pickering diesen erpresst.
Zurück im Jahr 1970, sagt man ihm, dass durch einen anderen Zeitreisenden eine Veränderung der Gegenwart bewirkt wurde, worauf Danziger das Projekt einstellen will. Er wird jedoch überstimmt und tritt zurück. Unter neuer Leitung wird das Projekt fortgesetzt und auch Simon beschließt weiterzumachen. Wieder im Jahr 1882 angelangt, erfährt er, dass Julia und Pickering die Verlobung offiziell vollzogen haben.
Simon berichtet Julia von Pickerings Erpressung und sie beschließen die Geldübergabe durch eine provisorische löchrige Holzwand in Pickerings Büro zu beobachten. Dabei kommt es zum Streit zwischen Pickering und Carmody und das Zimmer geht in Flammen auf. Simon und Julia werden dabei von Pickering und Carmody entdeckt. Im letzten Moment können Simon und Julia sich aus dem brennenden Gebäude retten. Nachher erfährt Simon, dass dieses Gebäude bis vor kurzem der Sitz der Welt-Redaktion (Die Zeitung New York World) gewesen war.
Der durch schwere Brandwunden entstellte Pickering hat inzwischen erfolgreich die Identität des gestorbenen Andrew Carmody angenommen und lässt Simon und Julia verhaften. Ihnen gelingt die Flucht und aus dem fackeltragenden Arm der Freiheitsstatue, der damals im Madison Square steht, wechseln sie ins Jahr 1970.
Zuerst von der Gegenwart fasziniert, doch dann zunehmend von ihr abgestoßen, kehrt Julia in ihre Zeit zurück. Beim Projekt erfährt Simon von der neuen Leitung, dass er zurück ins Jahr 1882 wechseln und über Carmody-Pickering Präsident Cleveland dazu bewegen soll, Kuba den Spaniern abzukaufen und zu einem Staat der USA zu erklären, um die Probleme der USA mit Fidel Castro in der Gegenwart ungeschehen zu machen. Trotz erheblicher Bedenken sagt er zu. Er beendet seine Beziehung zu Kate und nach einem Telefonat mit dem ehemaligen Leiter Danziger kehrt er in die Vergangenheit zurück. Dort verhindert er, dass sich Danzigers Eltern kennenlernen, dieser also nie geboren wurde und das Projekt nicht begonnen wurde. Simon bleibt im 19. Jahrhundert.

## Kritik

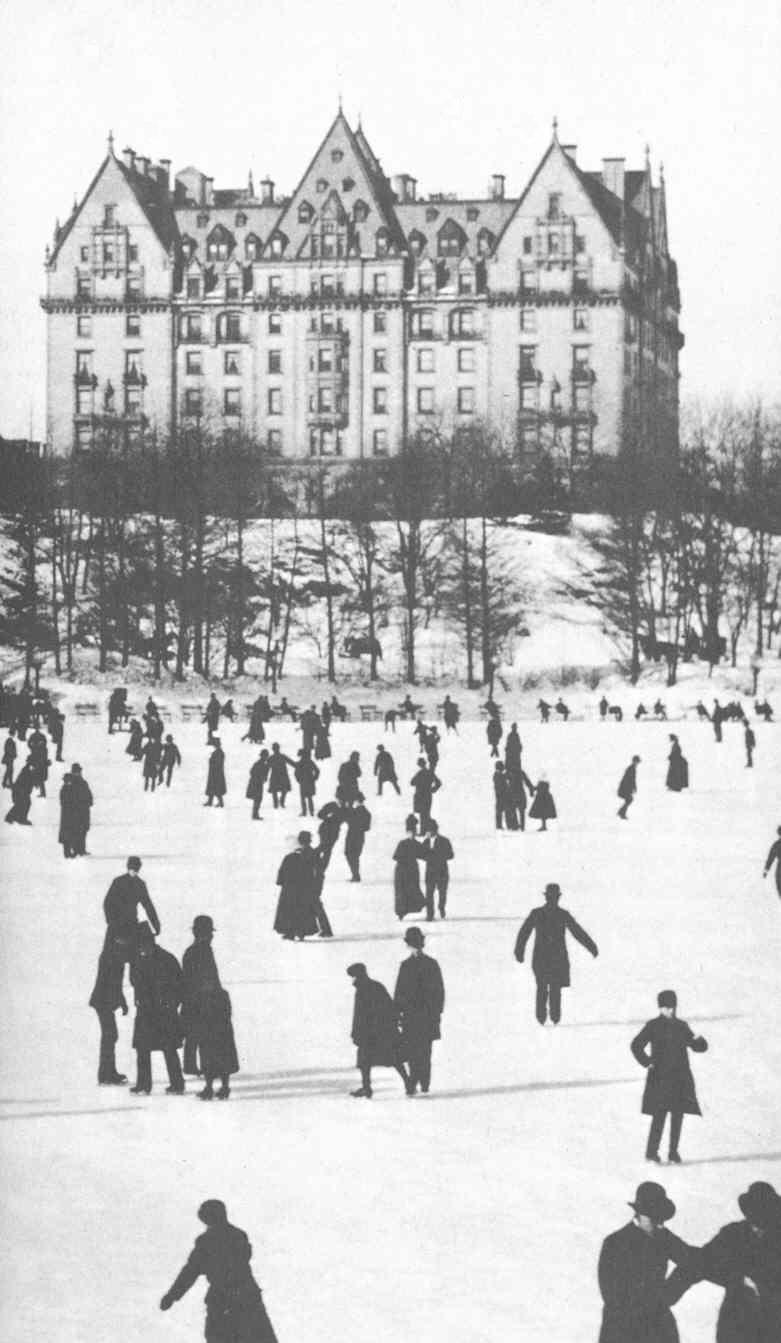
Das Dakota vom Central Park aus gesehen, mit schlittschuhlaufender Menge im Vordergrund. Diese historische Fotografie diente als Illustration der Originalausgabe

„Der Roman gehört zu den intelligentesten und am besten geschriebenen Zeitreiseromanen.“

## Ausgaben
Englische Ausgaben
- Time and Again. Simon & Schuster, New York 1970, ISBN 0-671-24295-4

Deutsche Übersetzungen
- Dr. Danzigers Zeit. Kurzfassung in Reader’s Digest Auswahlbücher 1972
- Das andere Ufer der Zeit. Heyne, München 1981, ISBN 3-453-30702-X
- Von Zeit zu Zeit. Bastei-Lübbe, Bergisch Gladbach 1995, ISBN 3-404-28225-6
- Zeitspuren. (Zusammen mit der Fortsetzung Im Strom der Zeit) Heyne, München 2008, ISBN 978-3-453-52431-6